# Sebastian Wehlings
Sebastian Wehlings (* 1973 in St. Tönis) ist ein deutscher Drehbuchautor und Songwriter.

## Biografie
Sebastian Wehlings studierte Kulturwissenschaft, Geschichte und Politik an der Berliner Humboldt-Universität und arbeitete danach unter anderem als Journalist für die Süddeutsche Zeitung und als Redakteur ihres Magazins Jetzt.
Erstmals als Drehbuchautor auf sich aufmerksam machte er 2004 mit der Ost-West-Komödie Kleinruppin forever. Den Film, der einige Auszeichnungen bei kleineren Filmfestivals bekam, schrieb er zusammen mit Peer Klehmet, mit dem er in der zweiten Hälfte der 2000er auch beim Drehbuch für die Jugendfilme Sommer – Für die große Liebe musst du kämpfen, Gangs (beide mit Jimi Blue Ochsenknecht) und Rock It! zusammenarbeitete.
2011 startete dann der Spartensender TNT Serie seine erste Eigenproduktion mit dem Titel Add a Friend. Neben Wehlings wurde Christian Lyra als Autor für die Serie gewonnen. Drei Staffeln wurden bis 2014 produziert. Das Aushängeschild des Senders erhielt große Anerkennung von der Kritik und wurde 2013 mit einem Grimme-Preis für Idee und Konzeption ausgezeichnet. Im selben Jahr erhielten er und Lyra auch den Bayerischen Fernsehpreis für das Drehbuch. Mit Lyra schrieb er 2013 auch den Matthias-Schweighöfer-Film Vaterfreuden.
Zusammen mit Peer Klehmet war Sebastian Wehlings auch für das Buch zum 2012 erschienenen Kinofilm Fünf Freunde verantwortlich, das auf den Geschichten von Enid Blyton basiert. Der Kinderfilm erhielt unter anderem den kanadischen Golden Sprocket Award. Die beiden schrieben danach auch die Bücher für die drei weiteren bis 2015 produzierten Nachfolgefilme.

### Songwriting
In den späten 2000ern wurde Wehlings auch als Songwriter aktiv. Zusammen mit Tobias Kuhn war er Mitautor von Liedern von Udo Lindenberg, Christina Stürmer und Herbstrock.  Beide schrieben auch mit  dem schwedischen Sänger Eagle-Eye Cherry den Titelsong You Kill Me (Everyday) der Serie Add a Friend und weitere Serienmusik. Beim ersten Soloalbum von Adel Tawil schrieb Wehlings 2013 ebenfalls mit und war am Nummer-eins-Hit Lieder beteiligt. Auch bei der deutschen Version von Do They Know It’s Christmas?, Ende 2014 ein weiterer Nummer-eins-Hit, war er am Text beteiligt.

## Filmografie
als Drehbuchautor:
- 2004: Kleinruppin forever (mit Peer Klehmet)
- 2008: Sommer (mit Peer Klehmet)
- 2009: Gangs (mit Peer Klehmet)
- 2010: Rock It! (mit Peer Klehmet)
- 2011: Tom Sawyer (als Nebenautor ohne Nennung)
- 2011–2014: Add a Friend (TV-Serie, 3 Staffeln, mit Christian Lyra)
- 2012: Fünf Freunde (mit Peer Klehmet)
- 2013: Fünf Freunde 2 (mit Peer Klehmet)
- 2014: Fünf Freunde 3 (mit Peer Klehmet)
- 2014: Vaterfreuden (mit Christian Lyra)
- 2015: Fünf Freunde 4 (mit Peer Klehmet)
- 2020: Lindenberg! Mach dein Ding (mit Alexander M. Rümelin und Christian Lyra)
- 2023: Hotel Barcelona (mit Christian Lyra)